# Lugana spumante
Il Lugana spumante è un vino DOC la cui produzione è consentita nelle province di Brescia e Verona.

## Caratteristiche organolettiche
- colore: paglierino più o meno intenso con eventuali riflessi dorati - spuma fine e persistente
- odore: fragrante con sentore di fruttato quando è spumantizzato con metodo charmat, bouquet fine quando è spumantizzato con metodo classico
- sapore: fresco, sapido, fine ed armonico

## Produzione
Provincia, stagione, volume in ettolitri
- nessun dato disponibile